# Клайд (Канзас)
Клайд (англ. Clyde) — місто (англ. city) в США, в окрузі Клауд штату Канзас. Населення — 694 особи (2020).

## Географія
Клайд розташований за координатами 39°35′31″ пн. ш. 97°24′1″ зх. д. / 39.59194° пн. ш. 97.40028° зх. д. (39.591849, -97.400247).  За даними Бюро перепису населення США в 2010 році місто мало площу 1,74 км², уся площа — суходіл.

## Демографія
Згідно з переписом 2010 року, у місті мешкало 716 осіб у 297 домогосподарствах у складі 194 родин. Густота населення становила 411 особа/км².  Було 370 помешкань (212/км²).
Расовий склад населення:
| - 97,8 % — білих - 0,3 % — чорних або афроамериканців - 0,3 % — азіатів |

До двох чи більше рас належало 1,4 %. Частка іспаномовних становила 0,7 % від усіх жителів.
За віковим діапазоном населення розподілялося таким чином: 22,8 % — особи молодші 18 років, 50,7 % — особи у віці 18—64 років, 26,5 % — особи у віці 65 років та старші. Медіана віку мешканця становила 46,7 року. На 100 осіб жіночої статі у місті припадало 92,0 чоловіків;  на 100 жінок у віці від 18 років та старших — 94,7 чоловіків також старших 18 років.
Середній дохід на одне домашнє господарство  становив 54 371 долар США (медіана — 43 875), а середній дохід на одну сім'ю — 67 550 доларів (медіана — 62 955). За межею бідності перебувало 6,0 % осіб, у тому числі 8,0 % дітей у віці до 18 років та 7,7 % осіб у віці 65 років та старших.
Цивільне працевлаштоване населення становило 358 осіб. Основні галузі зайнятості: освіта, охорона здоров'я та соціальна допомога — 41,1 %, роздрібна торгівля — 14,8 %, виробництво — 8,7 %, сільське господарство, лісництво, риболовля — 8,1 %.